# Frančiškov jašek
Frančiškov jašek (tudi jašek Frančiške, jašek Borbe) je rudniški jašek in eden najznamenitejših ohranjenih objektov rudnika živega srebra Idrija. Danes jašek gosti tehnično zbirko jamskih strojev rudnika Idrija, med drugim tudi Kleyjevo parno črpalko iz leta 1885, ki je največji ohranjeni parni stroj v Sloveniji. Objekt je bil leta 2001 razglašen za kulturni spomenik državnega pomena. Jašek je edini še obratujoči jašek rudnika, služi za vzdrževalne namene nezalitega dela jame do III. obzorja (−122,1 m) ter dovaja zrak v jamo. 

## Zgodovina
Poimenovan je po avstrijskem cesarju Francu I. Habsburško-Lotarinškem. Leta 1785 sta dunajski in španski dvor sklenila kupoprodajno pogodbo za velike količine živega srebra, zato konec 18. stoletja velja za enega proizvodnih viškov rudnika, iz tega obdobja pa sta v Idriji ohranjena Frančiškov in Jožefov jašek. Objekt stoji na obrobju centra Idrije, na severnem robu idrijskega rudišča.
Vitle v jašku naj bi sprva poganjali konji. Z uvedbo novih strojev so sezidali strojnico z dvocilindrskim parnim strojem na nasičeno paro.
Jašek je edini še obratujoči jašek rudnika, služi za vzdrževalne namene nezalitega dela jame do III. obzorja (globina 122 m) ter dovaja zrak v jamo. V te namene je bil leta 2007 nameščeno dvigalo ThyssenKrupp. Jašek je opremljen tudi s črpališčem jamske vode 12 m nad XI. obzorjem (−271 m) z zmogljivostjo 1800 m3/dan. V jašku so pod Rožnim hribom izgradili rov za jamsko odvodnavanje do reke Idrijce.
Objekt je bil leta 2001 razglašen za kulturni spomenik državnega pomena.

## Poslopje
Poslopje jaška je grajeno iz opeke in kamna, medetaže pa lesene, kasneje pa so bile zamenjane z armiranobetonskimi. Objekt je bil večkrat prezidan. V kompleksu se nahaja delavnica za potrebe jamskega vzdrževanja, rudniški arhiv, reševalna postaja ter štirje razstavni prostori za tehnično zbirko Mestnega muzeja Idrija.
Ob gradnji poslopja je bil izkopan tudi 120 sežnjev (227 m) dolg dovodni Ignacijev rov za pogon črpalk. Iz jaška teče tudi Florjanov vodni rov proti Jožefevemu jašku na nadmorski višini 327 m.

### Oprema
Jašek je bil od leta 1911 opremljen z izvozno napravo Siemens-Schuckert iz leta 1906, ki je poganjala prevoz osebja, do leta 1956 izvoz rude in uvoz materiala do XI. obzorja (globine 271,85 m). Jašek je bil kasneje poglobljen do Močvirnika na globini 276,9 m. Deloval je na enosmerni električni tok, imel pa je tudi Ilgner-Leonardov pretvorniški postroj. Izvoz rude iz jaška je bil ukinjen leta 1956 z izgradnjo rudniške žičnice za prevoz rude iz Jožefovega jaška do Topilnice; jašek pa se je še naprej uporabljal za transport lesa in osebja. Izvozni stroj je deloval do leta 2007, ko ga je nadomestilo novejše dvigalo. Stroj rezervnih delov ni potreboval. Njegova kapaciteta je znašala 8 ton ali 6 oseb/kletko, hitrost pa je znašala 8 m/s za rudo oz. 4 m/s za osebje.
Jašek nudi vhode na III., IV., VI., IX., X. in XI. obzorju.
V preteklosti se je izvajalo trifazno črpanje jamske vode z uporabo črpalke Plunger (premer 450 mm) na XI. obzorju (−271,6 m) ter dveh črpalk Rittinger (premera 447 mm in 444&nsbp;mm) na IX. obzorju (−221,4 m) in III. obzorju (−122,1 m); vse dolžine giba črpalk so znašale 1500 mm.
Do 50. let 20. stoletja je rudnik izločil večje število rudniških naprav, ki so bile nato brez zaščite seljene na dvorišče gradu Gewerkenegg. Eksponati so bili na območje jaška preseljeni leta 1990. Poslopje jaška danes gosti 29 naprav iz 19. in 20. stoletja v štirih razstavnih prostorih: štiri centrifugalne črpalke, dizelski motor in trije kompresorji, dva vitla, dva batna parna stroja, tri kotlovne črpalke, parni kotel z dvema parnima turbinama, izvozni stroj na paro, tri vrtalne stroje, stružnico, navojni stroj, kovaško kladivo, tračno žago, vrtalno garnituro in jamski telefon. Garderobe in kopalnice znotraj kompleksa so bile preurejene v razstavne prostore.

### Kleyjeva črpalka
Leta 2009 je bila v poslopju montirana obnovljena parna črpalka Kley iz leta 1893 in je največji parni stroj v Sloveniji, domnevno pa tudi v Evropi. Črpalko je izdelala tovarna Škoda, Rudnik pa jo je naročil po vodrih vode leta 1893, ko jamske vode ni bilo več moč izčrpavati s takrat razpoložljivimi črpalkami. Črpalka ima dva pokončna valja, poganja pa jo batni stroj tipa Woolf. Visokotlačni bat ima premer 810 mm ter dolžino giba 1250 mm, nizkotlačni bat pa 1000 mm premera in 2000 mm giba. Ekspanzijska posoda je dvodelna, opremljena sta z ventilnim krmiljenjem oz. kataraktnim krmilnim sistemom Kley. Preko ojnic sta poganjala balansir dolžine 10250 mm in mase 19 ton, na katerega je bilo na eni strani priključen črpalni drog, na nasprotni strani pa vztrajnik (masa 20,6 tone, premer 7500 mm, premer gredi 420 mm). Nazivna moč črpalke znaša 73,55 kW, pri maksimalni obremenitvi pa 147,5 kW, poraba pa je znašala 1000 kg/h suhe nasičene vodne pare pri normalnem teku. Zmogljivost črpalke je znašala bodisi 1250 bodisi 2500 l/min pri 6 oziroma 12 rpm.